# Niederfrohna
Niederfrohna település Németországban, azon belül Szászország tartományban. Lakosainak száma 2181 fő (2023. december 31.).

## Népesség
A település népességének változása:
| Lakosok száma | 2236 | 2221 | 2223 | 2220 | 2181 |
|               | 2017 | 2019 | 2021 | 2022 | 2023 |